# 75º Campeonato Brasileiro Absoluto de Xadrez
O 75º Campeonato Brasileiro Absoluto de Xadrez foi uma competição de xadrez organizada pela CBX referente ao ano de 2008. Foi disputado na cidade de Porto Alegre entre os dias 7 de dezembro e 16 de dezembro de 2008. O MI André Diamant venceu a competição com 8 pontos em 11 rodadas.
Foi o primeiro título brasileiro de Diamant.
Até então foi a final de rating mais alto da história do xadrez brasileiro da era moderna, na qual despontou o talento do MI André Diamant, que superou o campeão do ano anterior, GM Giovanni Vescovi, por apenas meio ponto, garantido na última rodada depois de empatar com Vescovi em partida emocionante. A organização premiou o campeão MI André Diamant, o vice GM Giovanni Vescovi e o terceiro colocado GM Alexandr Fier. Premiou também o enxadrista revelação, MI André Diamant, além da melhor partida do torneio, entre os GMs Rafael Leitão e Darci Lima (Fonte FGX).

## Regulamento
Os 12 finalistas disputaram o campeonato no sistema de pontos corridos.
Sistema de pontuação
- 1,0 ponto por vitória
- 0,5 ponto por empate
- 0,0 ponto por derrota

## Final
| Classificação Final | Classificação Final          | Classificação Final | Classificação Final | Classificação Final |
| Pos.                | Nome                         | UF                  | Pontos              |                     |
| ------------------- | ---------------------------- | ------------------- | ------------------- | ------------------- |
| 1º                  | André Diamant                | SP                  | 8,0                 |                     |
| 2º                  | Giovanni Vescovi             | SC                  | 7,5                 |                     |
| 3º                  | Alexandr Fier                | SP                  | 7,5                 |                     |
| 4º                  | Rafael Leitão                | SP                  | 7,0                 |                     |
| 5º                  | Gilberto Milos               | SP                  | 6,5                 |                     |
| 6º                  | Darcy Lima                   | RJ                  | 6,5                 |                     |
| 7º                  | Krikor Mekhitarian           | SP                  | 5,5                 |                     |
| 8º                  | Jorge Bittencourt            | ES                  | 5,0                 |                     |
| 9º                  | Silvio Eduardo Oliveira      | SP                  | 4,5                 |                     |
| 10º                 | Diego Di Berardino           | SP                  | 4,0                 |                     |
| 11º                 | Allan Gattas                 | SP                  | 2,0                 |                     |
| 12º                 | Carlos Alberto Barreto Filho | RN                  | 2,0                 |                     |